# LV-5119
La LV-5119 (Lleida Veïnal 5119), és una carretera de la Xarxa de Carreteres del Pirineu, situada a la comarca de l'Alt Urgell. És una carretera antigament anomenada veïnal, actualment gestionada per la Generalitat de Catalunya. La L correspon a la demarcació territorial de Lleida, i la V a la seva antiga categoria.
Té l'origen a la carretera LV-5118, en el seu punt quilomètric 2,250, i en un breu traçat de menys d'un quilòmetre mena fins al poble de Tragó de Segre. Discorre íntegrament pel marge dret del Segre, de forma paral·lela al riu. Actualment, aquesta carretera té continuïtat cap al poble de Nuncarga, des del qual segueix per la carretera de nova creació que circueix el Pantà de Rialb pel seu marge dret, a prop de la riba del pantà.

## Recorregut
| Tipus de Sortida | Direcció de la sortida   | Carretera que hi enllaça | Qm |
| ---------------- | ------------------------ | ------------------------ | -- |
| LV-5119          | Peramola                 | LV-5118                  | 0  |
|                  | Tragó de Segre           |                          | 1  |
|                  | Nuncarga, Pantà de Rialb | Carretera de Nuncarga    | -  |